# Alberto Ramento

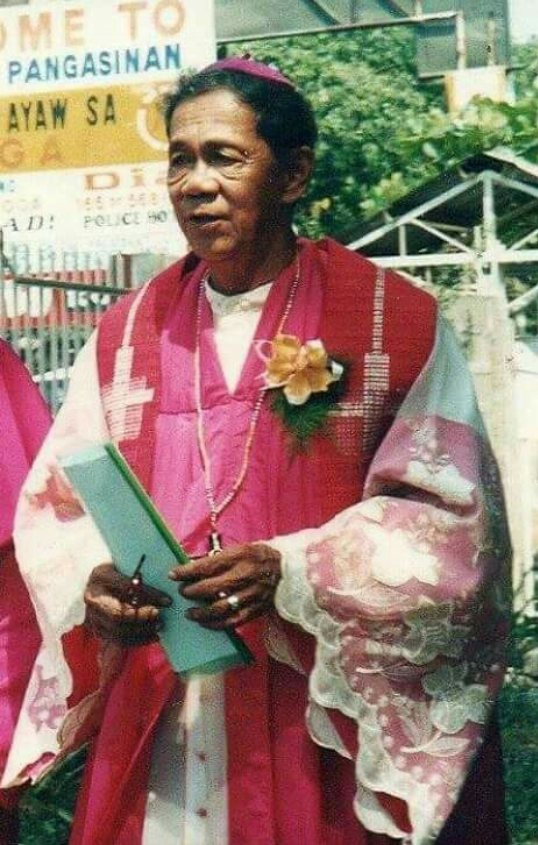
Alberto Ramento

Alberto Baldovini Ramento (* 9. August 1936 in Guimba, Nueva Ecija; † 3. Oktober 2006 in Tarlac City) war ein philippinischer Bischof, Menschenrechtler und Märtyrer der Iglesia Filipina Independiente.

## Leben
Alberto Ramento wurde am 28. April 1958 in der Maria-Clara-Christ-Kirche in Manila zum Priester und im Mai 1969 in der National Cathedral in Manila zum Bischof geweiht. Im Mai 1993 wurde Ramento als Nachfolger von Tito Edralin Pasco der neunte Obispo Maximo (Metropolit) der Iglesia Filipina Independiente und damit Oberhaupt einer Kirche mit über sieben Millionen Kirchenmitgliedern. Im Jahre 1994 wurde er vom General Theological Seminary der Episcopal Church in New York mit der Ehrendoktorwürde ausgezeichnet. In der Laudatio hieß es: „... er ist ein Kämpfer für die Menschenrechte und ein Mensch, der sich für Frieden unter den Völkern und Nationen einsetzt.“ Als Vorsitzender des Bischofsrates der Iglesia Filipina Independiente verurteilte Ramento politische Repression, Morde an militanten Führern, Richtern, Journalisten, Kirchenleuten und unschuldigen Zivilisten unter der seinerzeitigen Regierung.
Nachdem er 1999 das Amt des Obispo Maximo turnusgemäß an seinen Nachfolger Tomas A. Millamena abgegeben hatte, wirkte er als Seelsorger in der Gemeinde San Sebastian in Tarlac City. Im Jahr 2000 richtete er in der Kirche ein Ernährungsprogramm für Straßenkinder aus Tarlac City ein, damit sie Essen und einen Schlafplatz in der Kirche bekamen. Er hielt auch die Traueransprache für den Priester William Tadena, der 2005 auf offener Straße ermordet worden war.
Am Morgen des 3. Oktober 2006 wurde Bischof Ramento erstochen im Pfarrhaus der Gemeinde San Sebastian aufgefunden. Die Polizei erklärte die Tat zu einem Raubmord, doch Ramentos Frau und seine Kinder stellten öffentlich klar, dass der Bischof wegen seiner Kritik an der Regierung von Gloria Macapagal-Arroyo bereits seit längerem Morddrohungen erhalten hatte.
Ramento galt als ein „Bischof der Arbeiter und Fischer“.

## Gedenken und Rezeption
Am Sonntag, den 3. Oktober 2010 gedachte die Alt-Katholische Kirche in Deutschland in einem Gottesdienst in der Augustinerkirche in Mainz öffentlich des ermordeten Bischofs. In der Unabhängigen Philippinischen Kirche und der Altkatholischen Kirche wird seiner am 3. Oktober als Heiligem gedacht.
Der Ramento-Lehrauftrag (Ramento Professorial Chair) ist eine Reihe von Gastvorlesungen, der seit 2013 jedes Jahr durch eine Theologe oder eine Theologin aus der altkatholischen Kirche in den theologischen Seminaren der Unabhängigen Philippinischen Kirche (Aglipay Central Theological Seminary in Urdaneta und St. Paul’s Theological Seminary auf der Insel Guimaras) wahrgenommen wird.